# Vaccinium membranaceum
Espèce
Vaccinium membranaceum (appelé parfois  airelle à feuilles membraneuses) est une espèce de plantes à fleurs de la famille des Ericaceae. C'est un arbuste originaire d'Amérique du Nord dont les fruits comestibles sont des airelles.

## Galerie

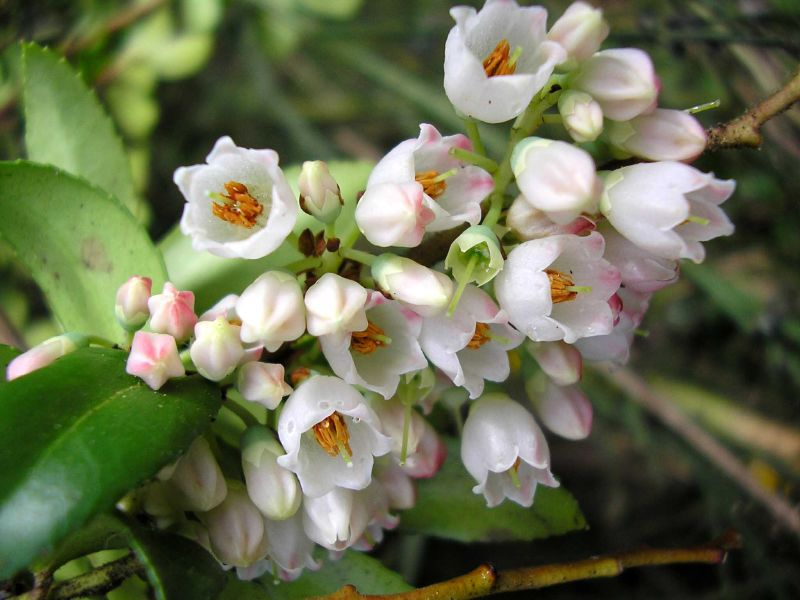
Fleurs.